# 長崎円喜
長崎 円喜（ながさき えんき）は、鎌倉時代後期から末期にかけての武士。鎌倉幕府の侍所所司で北条氏得宗家被官である御内人・内管領。長崎氏の一族。父は長崎光綱。円喜（圓喜・円基）は法名で、俗名は系図類では高綱（たかつな）とされるが、当時の文書では盛宗（もりむね）と記されている。
『保暦間記』において、嫡子高資と共に、北条得宗家以上の絶大な権力をふるった様子が描かれている。

## 生涯
史料上の初見は一族である平頼綱が滅ぼされた平禅門の乱の翌年、永仁2年（1294年）2月、9代執権・北条貞時の使者として御持僧親玄を訪れた記録である。同年、貞時の側室播磨局の着帯の儀式に父光綱と共に主席者筆頭として参列している。正安4年（1302年）、得宗家の分国である武蔵国守護代を務めている記録がある。
永仁5年（1297年）に父光綱が没しているが、光綱が務めた世襲の職である得宗家執事（内管領）・侍所所司は工藤杲禅、尾藤時綱が任じられており、盛宗は父の地位を継ぐ事はなく、光綱没後の数年間は長崎氏不遇の時代であった。
嘉元3年（1305年）、嘉元の乱で内管領・侍所所司であった北条宗方が滅ぼされた後、徳治2年（1307年）頃に盛宗が内管領・侍所所司に就任した。延慶2年（1309年）4月には尾藤時綱と共に寄合衆を務めており、この頃には出家して円喜と号し、「長入道」と称された。出家により侍所所司を次男の高貞に譲ったと見られる（この時期の寄合衆は、得宗北条貞時、執権北条師時、北条煕時、金沢貞顕、連署大仏宗宣、長井宗秀、太田時連、安達時顕、尾藤時綱、長崎円喜の10人）。
応長元年（1311年）の貞時死去にあたり、安達時顕と共に嫡子高時の後見を託され、幼主高時を補佐して幕政を主導した。老齢により、正和5年（1316年）頃に内管領の職を嫡子高資に譲っている。
円喜は表面的には集団指導体制で運営される高時政権の一員であるが、幕府の要職のうち、侍所所司・内管領・寄合の三職を世襲し、独占したことで、それぞれの機関本来の職権以上の権力を行使し、鎌倉の政権を左右する権力を握ったとされる（ただし円喜の力によって、独占したと言えるかは、この時代が家格人事が行われていること、長崎家の嫡流は執事家とされ、代々、平盛綱の時代より、北条家においては寄合を兼ねる家司・内管領となり、幕府の役職としては侍所所司に就く家系であることに留意する必要がある）。
正中元年（1324年）に正中の変を起こした後醍醐天皇の弁明のため、鎌倉へ下向した万里小路宣房に安達時顕と共に対面し、時顕の詰問に宣房が狼狽したことが『花園天皇宸記』で知られるが、京都ではこの際に比較的穏便な処置がなされたのは、円喜の意向によるものと噂された。
長崎氏は貞時の遺言を守り、病弱な幼主14代執権高時を補佐し、嘉暦元年（1326年）3月13日、高時が病のために24歳で出家すると、前年12月に産まれた高時の長子邦時を得宗家の後継者に推し、執権職を継承するまでの中継ぎとして北条氏庶流の金沢貞顕を15代執権に推挙するが、高時の同母弟泰家を後継として推す高時の母大方殿や時顕ら安達氏と対立した（嘉暦の騒動）。
元弘3年/正慶2年（1333年）5月、新田義貞に攻められ鎌倉幕府が滅亡した際（鎌倉の戦い）、北条一族とともに鎌倉東勝寺で自害した（東勝寺合戦）。

## 関連作品
- 太平記（1991年、演：フランキー堺）